# Operation Ranger
Operation Ranger war die vierte amerikanische Kernwaffentestserie. Sie wurde 1951 als erste Testserie auf der Nevada National Security Site (damals Nevada Test Site) durchgeführt.
In Vorbereitung auf Operation Greenhouse sollten durch eine systematische Reihe von Test empirische Daten gesammelt werden. Auch sollte dabei die praktische Anwendbarkeit einer zweiten Generation von Atomwaffen getestet werden, die weniger große Mengen spaltbaren Materials benötigte. Die Testserie wurde unter dem Decknamen Operation Faust geplant.

## Vorgeschichte
Aufgrund des Ausbruchs des Koreakrieges am 25. Juni 1950 fürchteten die USA, dass durch eine Ausweitung des Krieges weitere Atomtests im Pazifik verhindert werden könnten. Auch aufgrund der hohen Logistikkosten bei den Tests im Pazifik wurde ein Testgelände innerhalb der Vereinigten Staaten gesucht. Im Januar 1951 fiel die Wahl auf ein 3500 Quadratkilometer großes Sperrgebiet 60 Meilen nördlich von Las Vegas im US-Bundesstaat Nevada, die sogenannte Nevada Test Site (NTS). Damit war die Ranger-Testserie die erste Kernwaffentestserie auf dem Gebiet der Vereinigten Staaten seit dem Trinity-Test.
Die Tests wurden am 6. und 11. Dezember 1950 in Los Alamos vorgeschlagen, die Zustimmung des Präsidenten erfolgte am 11. Januar 1951.

## Die einzelnen Tests der Ranger-Serie
Insgesamt wurden während der Operation fünf Atombomben von B-50-Bombern über dem Testgebiet abgeworfen. Die Bomben explodierten in einer Höhe von ungefähr 300 Metern. Dabei wurden Atombomben des Typs Mark-4 verwendet, nur die letzte Bombe war vom neuentwickelten Typ Mark-6.
Zwei Tage vor dem ersten Test, am 25. Januar 1951, wurde eine konventionelle Sprengladung gezündet, um die Messinstrumente zu kalibrieren.
| Bombe   | Datum / Zeit (GMT)        | Testgelände    | Explosionshöhe       | Testart        | Sprengkraft (vorhergesagt) | Anmerkungen |
| ------- | ------------------------- | -------------- | -------------------- | -------------- | -------------------------- | --- |
| Able    | 27. Januar 1951 13:45 Uhr | Frenchman Flat | 323 Meter (1060 Fuß) | Luftdetonation | 1 kT (1,3 kT)              | Die Able-Bombe hatte einen Kern aus hochangereichertem Uran, um die Auswirkungen von Kompression gegenüber der kritischen Masse festzustellen. Eine Sprengkraft von 1,3 kt wurde für die Bombe berechnet, jedoch wurde nur eine Sprengkraft von 1 kt erreicht. |
| Baker-1 | 28. Januar 1951 13:52 Uhr | Frenchman Flat | 329 Meter (1080 Fuß) | Luftdetonation | 8 kT (9 kT)                | |
| Easy    | 1. Februar 1951 13:47 Uhr | Frenchman Flat | 329 Meter (1080 Fuß) | Luftdetonation | 1 kT (0,6 kT)              | Vergleich von unterschiedlichen Waffenbauarten |
| Baker-2 | 2. Februar 1951 13:49 Uhr | Frenchman Flat | 335 Meter (1100 Fuß) | Luftdetonation | 8 kT (9 kT)                | Das Testgerät war identisch mit dem von Baker-1, da die Reproduzierbarkeit der Ergebnisse überprüft werden sollte. |
| Fox     | 6. Februar 1951 13:47 Uhr | Frenchman Flat | 437 Meter (1435 Fuß) | Luftdetonation | 22 kT (34 kT)              | Der Test wurde durchgeführt, um die Mark-6 Atombombe zu testen. Eine Sprengkraft von 34 kt wurde vorausgesagt, jedoch wurden nur 22 kt erreicht. Dennoch wurde der Kern dieser Bombe schnell in Massen hergestellt.                                            |

## Galerie

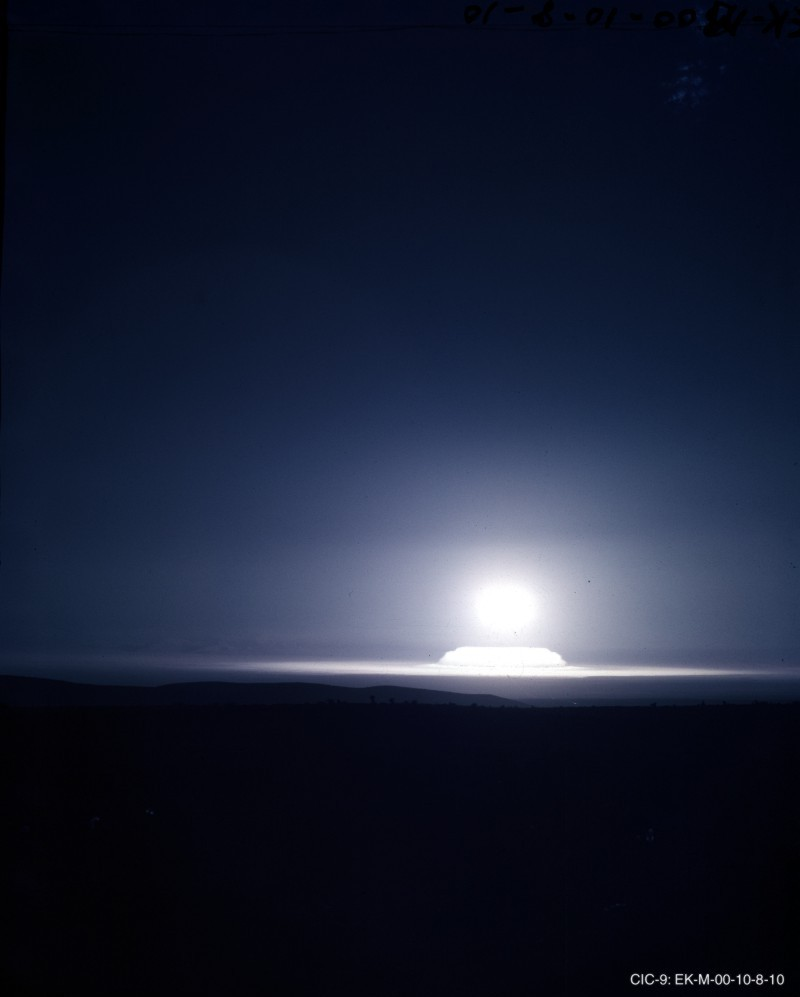
Aufnahme einer Detonation während des Ranger-Testes
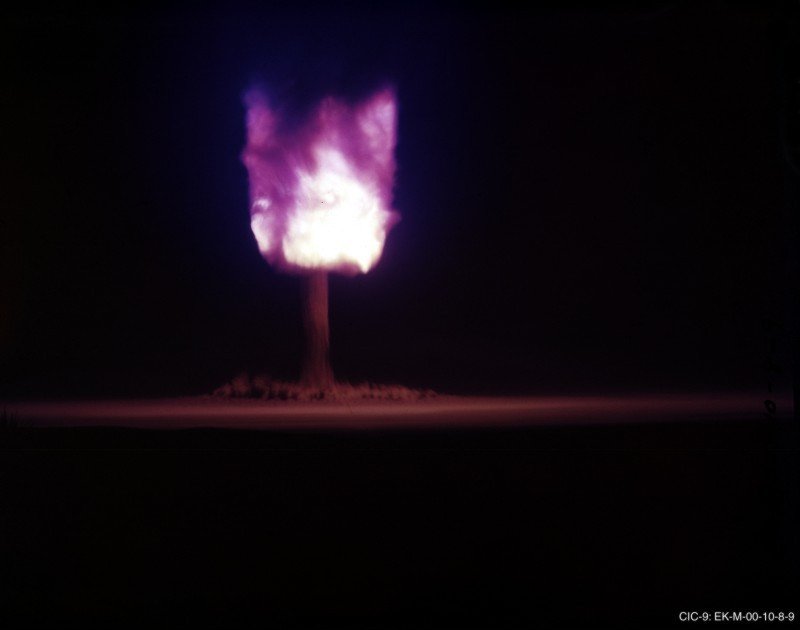
Aufnahme der Explosion des Ranger-Fox-Testes
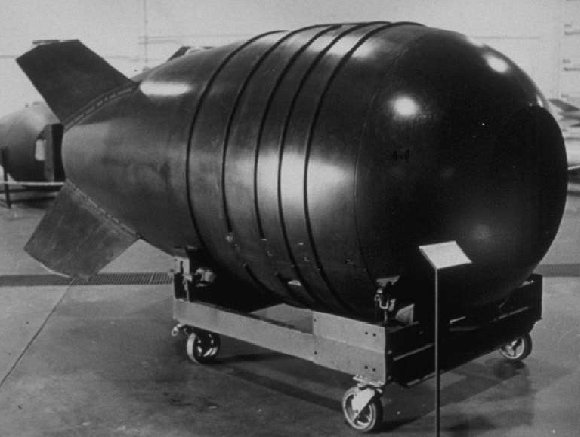
Implosionsbombe des Typs Mark-6, beim Fox-Test verwendet